# Максим Горький (Архангельский район)
Максим Горький (баш. Максим Горький, латыш. Maksims Gorkijs) — деревня в Архангельского района Республики Башкортостан России. Административный центр Арх-Латышского сельсовета.
С 2005 современный статус.

## Географическое положение
Расстояние до:
- районного центра (Архангельское): 15 км,
- ближайшей железнодорожной станции (Приуралье): 21 км.

## История
Статус деревня, сельского населённого пункта, посёлок получил согласно Закону Республики Башкортостан от 20 июля 2005 года N 211-з «О внесении изменений в административно-территориальное устройство Республики Башкортостан в связи с образованием, объединением, упразднением и изменением статуса населенных пунктов, переносом административных центров», ст.1:

6. Изменить статус следующих населенных пунктов, установив тип поселения — деревня:

3) в Архангельском районе:…

з) поселка Максим Горький Арх-Латышского сельсовета

## Население
| 2002 | 2009 | 2010 |
| ---- | ---- | ---- |
| 838  | ↗904 | ↘802 |

Национальный состав
Согласно переписи 2002 года, преобладающие национальности — башкиры (49 %) и русские	(33 %)
По данным на 1969 г. основное население посёлка составляли латыши и русские.

## Культура
В деревне Максим Горький функционирует латышский историко-культурный центр.
Школьные детские фольклорные ансамбли «Атбалсс» (Atbalss) и «Бититес» (Bitītes) являются участниками межрегиональных, республиканских и районных мероприятий.
Создан латышский культурно-лингвистический детский лагерь «Авотс» (Avots, «Родник»), в школе преподается родной латышский язык.

## Религия
В селе имеется мечеть.

## Известные уроженцы, жители
- Клара Ишбулдиновна Аглиуллина (5 декабря 1968) — советский российский географ, энциклопедист, журналист.